# Pambia
 (mars 2021).
Si vous disposez d'ouvrages ou d'articles de référence ou si vous connaissez des sites web de qualité traitant du thème abordé ici, merci de compléter l'article en donnant les références utiles à sa vérifiabilité et en les liant à la section « Notes et références ».
Le pambia ou apambia est une langue zandé parlée dans le nord-est de la République démocratique du Congo. Au sein de la famille des langues oubanguiennes, le pambia forme avec le barambo (en) le sous-groupe barambo-pambia, qui appartient au groupe linguistique des langues zandées. Le pambia est de moins en moins parlé, du fait de l'adoption de la langue française par ses locuteurs. 